# Rhode Island Auto Carriage Company
Rhode Island Auto Carriage Company war ein US-amerikanischer Hersteller von Automobilen.

## Unternehmensgeschichte
William Hughes und Joseph W. Atkin betrieben gemeinsam eine Verkaufsstelle für Fahrräder. Der Sitz befand sich an der Plainfield Street in Olneyville (Providence) in Rhode Island. 1899 gründeten sie ein neues Unternehmen zur Produktion von Automobilen. Der Markenname lautete Hughes & Atkin. 1904 endete die Produktion, als sich die Partner trennten. Insgesamt entstanden 18 Fahrzeuge.

## Fahrzeuge
Im Angebot standen Dampfwagen. Die Dampfmotoren hatten zwei Zylinder. Die Karosserien waren offen. Eine Quelle nennt Ein- und Zweisitzer, eine andere Zwei- und Viersitzer. Daneben gab es Lieferwagen.